# Ван Дрессер, Марсия
Марсия Ван Дрессер (англ. Marcia Van Dresser; 1877—11 июля 1937) — американская оперная певица (сопрано) и актриса. Её голос иногда оценивают как меццо-сопрано.

## Биография
Родилась в 1877 году и провела ранние годы в Мемфисе. Обучалась опере вместе с Хермин Босетти и Яном Решке.
В 1902 году выступила как драматическая актриса, сыграв вместе с Отисом Скиннером в возобновлении «Франчески да Римини». По-видимому, Ван Дрессер никогда не делала записей. В апреле 1918 года она выступала в «Эолиан-Холл», спев произведения Гайдна на итальянском языке, Дебюсси и Форе — на французском языке. Произведения Гайдна исполнялись в редакции покойной Полины Виардо.
Скончалась в Лондоне 11 июля 1938 года после продолжительной болезни.